# Chipatá (ort)
Chipatá är en ort i Colombia.   Den ligger i departementet Santander, i den centrala delen av landet, 170 km norr om huvudstaden Bogotá. Chipatá ligger 1 773 meter över havet och antalet invånare är 868.
Terrängen runt Chipatá är huvudsakligen kuperad, men åt nordväst är den bergig. Terrängen runt Chipatá sluttar österut. Runt Chipatá är det ganska tätbefolkat, med 120 invånare per kvadratkilometer. Närmaste större samhälle är Vélez, 6,7 km sydväst om Chipatá. Omgivningarna runt Chipatá är en mosaik av jordbruksmark och naturlig växtlighet.